# Pica d'Estats
De Pica d'Estats (Catalaans en Spaans: Pica d'Estats, Frans: Pique d'Estats) is een berg in de Pyreneeën op de Frans-Spaanse grens en met 3143 meter de hoogste bergpiek van de Spaanse autonome regio Catalonië. Samen met de Pic de Montcalm vormt de berg de oostelijkste drieduizender van de Pyreneeën. In tegenstelling tot de Pic de Montcalm, die zich ten noorden van de hoofdkam bevindt en geheel in Frankrijk ligt, bevindt de Pica d'Estats zich pal op de staatsgrens, op de hoofdkam van de Pyreneeën en op de Europese waterscheiding tussen Atlantische Oceaan en Middellandse Zee.
De top bevindt zich tussen de Catalaanse comarca (district) Pallars Sobirà en het Franse departement Ariège. De berg bestaat uit drie vlak bij elkaar gelegen pieken: De centrale piek (3143 meter), westelijke Pic de Verdaguer (3131 meter) en oostelijke Punta Gabarró (3115 meter).
De oostelijke piek vormt een geodetisch punt. De rug loopt in noordnoordoostelijke richting langs de Frans-Spaanse grens.
De berg werd voor het eerst officieel beklommen in 1864 door Henry Russell en Jean-Jacques Denjean.